# Долерус степовий
Долерус степовий (Dolerus ciliatus) — вид комах з родини Tenthredinidae.

## Морфологічні ознаки
Тіло суцільно чорне. Тулуб, крила та ноги вкриті блідо-сірими щетинками. Коліна ніг більш-менш широко руді. Крила дуже короткі, покривають лише перші два членики черевця, буруваті. Сегменти черевця з білою облямівкою. Довжина тіла — 5-6,5 мм.

## Поширення
Ареал охоплює південь сходу Європи, Малу Азію, Кавказ і Закавказзя (Вірменію), степову частину Казахстану. Понтійський вид.
В Україні ізольовані популяції виявлено на сході степової зони та у Криму. Чисельність незначна (поодинокі особини).

## Особливості біології
Дає одну генерацію на рік. Літ самців — у березні-квітні, на півночі ареалу — до середи ни травня. Самиці короткокрилі, не літають, відкладають яйця у листки дикорослих злаків (типчак, костриця та ін.). Живлення личинок відбувається у кінці квітня-травні. На третьому тижні розвитку личинки заляльковуються в комірці у поверхневому шарі ґрунту, де й зимують.

## Загрози та охорона
Загрози: можливо, скорочення площ, зайнятих степовою рослинністю.
Заходи з охорони не розроблені. Треба докладніше вивчити особливості біології виду, виявити і взяти під охорону місця його перебування. Охороняється у заповіднику «Хомутовський степ».